# Белоглински рејон
Белоглински рејон (рус. Белоглинский район) административно-територијална је јединица другог нивоа и општински рејон смештен у североисточном делу Краснодарске покрајине, односно на југозападу европског дела Руске Федерације.
Административни центар рејона је село Бела Глина.
Према подацима националне статистичке службе Русије за 2017. на територији рејона живело је 30.570 становника или у просеку око 20,46 ст/км². По броју становника налази се на последњем месту међу административним јединицама Покрајине. Површина рејона је 1.494 км².

## Географија
Белоглински рејон се налази у североисточном делу Краснодарске покрајине, обухвата територију површине 1.493,99 км² и по том параметру налази се на 25. месту међу административним јединицама у Покрајини. Његова територија се на западу гранич са Новопокровским рејоном, на северу и североистоку је Ростовска област, док је на југу и југоистоку Ставропољски крај. 
Рејонска територија је доста издужена у меридијанском правцу, а њеним рељефом доминирају ниске и доста једноличне степе Кубањско-приазовске низије које постепено прелазе у подгорине Ставропољског побрђа. Белоглински рејон је једини рејон у Покрајини чија територија се у целости налази у басену реке Дон са којим је повезан рекама Калали и Расипнаја (обе леве притоке Јегорлика). 

## Историја
Белоглински рејон је званично успостављен 2. јуна 1924. као једна од административних јединица тадашњег Саљског округа Југоисточне области. Пре него што је 1937. ушао у састав Краснодарског краја, Новопокровски рејон је био делом, прво Севернокавкаског, а потом и Азовско-црноморског краја. 
Садашње границе добива 1953. када су му присаједињене 3 сеоске општине распуштеног Иљинског рејона. Краткотрајно је био распуштен у периоду 1963−1966. године. 

## Демографија и административна подела
Према подацима са пописа становништва из 2010. на територији рејона живело је укупно 31.303 становника, док је према процени из 2017. ту живело 30.570 становника, или у просеку око 20,46 ст/км². По броју становника Белоглински рејон се налази на последњем 38. месту у Покрајини са укупним уделом у покрајинској популацији од свега 0,55%.
| 1959.  | 1970.  | 1979.  | 1989.  | 2002.  | 2010.  | 2017.   |
| ------ | ------ | ------ | ------ | ------ | ------ | ------- |
| 36.401 | 38.820 | 35.832 | 33.459 | 33.477 | 31.303 | 30.570* |

Напомена:* Према процени националне статистичке службе. 
На територији рејона налазе се укупно 14 насељених места административно подељених на 4 другостепене руралне општине. Административни центар рејона и његово највеће насеље је село Бела Глина у ком живи нешто више од половине укупне рејонске популације. 

## Саобраћај и привреда
Преко рејонске територије пролази железничка пруга на релацији Краснодар−Волгоград, те друмски правац Тихорецк−Саљск.
Пољопривреда је једина привредна активност рејонског становништва.